# 深川芹亚
深川芹亚（日语：／ Fukagawa Seria，1995年9月26日—）是一名日本女性聲優。佐賀縣、東京都出身。血型B型。身高148cm。隸屬AXL ONE。
以前隶属于東映マネージメント。

## 主要參與作品
主角、主要角色以粗體表示

### 電視動畫
2014年
- GLASSLIP（深水透子）[5]
- Happiness Charge 光之美少女！（女学生、真央的朋友、阿羅阿羅）
- 魔法科高中的劣等生（三高学生）
- 普通女高中生要做當地偶像（黑姬真奈美）
- 修業魔女璐璐萌（女學生）

2015年
- Concrete Revolutio～超人幻想～（蘿絲）

2016年
- 石膏男團（女高中生、美女）
- 甲鐵城的卡巴內里（初音）
- Concrete Revolutio～超人幻想～ THE LAST SONG（蘿絲）
- 魔法少女？Naria☆Girls1（麗）

2017年
- 銀之守墓人（女學生C、情侶A）
- 時間支配者（艾蜜莉、女子D）
- 人馬小姐不迷茫（君原姬乃[6]）
- THE REFLECTION（女學生）
- DYNAMIC CHORD（小狗）

2018年
- 最終休止符 -無止境的螺旋物語-（帕娜）
- 音樂少女（山田木花子[7]）

2019年
- 灰姑娘女孩劇場 CLIMAX SEASON（喜多日菜子）
- 我們真的學不來！（女學生A）
- 蠟筆小新（客人B）

2020年
- 蠟筆小新（小孩子A）
- 異種族風俗娘評鑑指南（康德拉）
- 輝夜姬想讓人告白？～天才們的戀愛頭腦戰～（女學生）

2021年
- 賽馬娘 Pretty Derby Season 2（路人賽馬娘）
- 本田小狼與我（學生）
- 再見了，我的克拉默（遊佐佳代子）
- 佐賀偶像是傳奇 捲土重來（小孩B）
- IDOLiSH7 Third BEAT!（女高中生A）
- 白金終局（女學生A）

2023年
- 星靈感應（明内幽[8]）

2025年
- 轉生後的我成了英雄爸爸和精靈媽媽的女兒（艾倫[9]）

### 游戏
2014年
- Herosplacement（ソーニャ=スモノ=オカメキケ、睦峰火狩）[10]

2018年
- 偶像大師 灰姑娘女孩（喜多日菜子[11]）
- 偶像大師 灰姑娘女孩 星光舞台（喜多日菜子[12]）
- 食用系少女（小光[13]）

2021年
- Crash Fever（姜子牙）

2024年
- 怪物彈珠（赤染衛門）

### 广播
- GLASSLIP～風道廣播～（音泉、HiBiKi Radio Station（日语：HiBiKi Radio Station）：2014年6月30日 - 10月13日）[14]

### Web動畫
- 方言だらけのオウチWi-Fi講座（日语：方言彼女。#方言だらけのオウチWi-Fi講座）[15]（2014年 - ） - 方言指導（佐賀辯（日语：佐賀弁））